# Tercera División RFEF 2021-22 (Grupo XV)
La temporada 2021-22 del Grupo XV de la Tercera División RFEF de fútbol comenzó el 11 de septiembre de 2021 y finalizó el 1 de mayo de 2022. Posteriormente se disputó la promoción de ascenso entre el 8 y el 15 de mayo en su fase territorial, y el 22 de mayo en su fase nacional. Durante esta campaña es el quinto nivel de las Ligas de fútbol de España para los clubes de Navarra, por debajo de la Segunda División RFEF y por encima de la Primera Autonómica de Navarra. Se trata de la primera edición bajo esta denominación después de la reestructuración de las categorías no profesionales por parte de la RFEF.

## Sistema de competición
Participan dieciséis clubes en un único grupo. Se enfrentan todos contra todos en dos ocasiones -una en campo propio y otra en campo contrario- durante un total de 30 jornadas. El orden de los encuentros se decide por sorteo antes de empezar la competición. La Federación de Fútbol de Navarra es la responsable de designar las fechas de los partidos y los árbitros de cada encuentro, reservando al equipo local la potestad de fijar el horario exacto de cada encuentro.
Una vez finalizada la competición, el primer clasificado asciende directamente a Segunda División RFEF y se proclama campeón de Tercera RFEF.
Los clasificados entre el segundo y el quinto lugar disputan un Play Off territorial en formato de eliminatorias a partido único en sede neutral. En caso de empate el vencedor de la eliminatoria es el equipo mejor clasificado. El equipo vencedor de este Play Off se clasifica a la Promoción de ascenso a Segunda División RFEF que tiene carácter de final interterritorial.
Los últimos clasificados, por confirmar el número, descienden directamente a Primera Autonómica de Navarra. Hay que tener en cuenta que existe la obligación federativa de conformar la Tercera RFEF para la temporada siguiente, la 2022-2023, en un máximo de 16 equipos; por lo que el número de descensos en esta temporada será proporcional a las necesidades de la Territorial navarra para ajustarse a ese número de equipos. 
El sistema de competición y las consecuencias clasificatorias fueron aprobadas por la RFEF.

## Ascensos y descensos
Los equipos que mantuvieron la categoría en la última temporada de Tercera División participan en la primera edición de Tercera División RFEF. Las posiciones de descenso indicadas son las absolutas de grupo, no de subgrupos de permanencia.
| Pos. | Ascendidos a 2.ª División RFEF |
| ---- | ------------------------------ |
| 1.º  | Peña Sport F. C.               |
| 2.º  | A. D. San Juan                 |
| 4.º  | C. D. Ardoi                    |

| Pos.     | Ascendidos de Primera Autonómica |
| -------- | -------------------------------- |
| 1.º G1.º | C. D. Avance Ezcabarte           |
| 1.º G2.º | C. D. Azkoyen                    |
| 3.º G1.º | C. D. Gares                      |

| Pos. | Descendidos a Primera Autonómica |
| ---- | -------------------------------- |
| 17.º | C. D. Peña Azagresa              |
| 18.º | F. C. Bidezarra                  |
| 19.º | C. D. Baztán                     |
| 20.º | C. D. River Ega                  |
| 21.º | C. D. Lourdes                    |
| 22.º | C. D. Fontellas                  |

### Cambios de entrenadores
| Equipo | Entrenador (Jornadas) | Fecha de vacante | Tipo de salida | Posición en la tabla | Entrenador entrante | Fecha de nombramiento |
| ------ | --------------------- | ---------------- | -------------- | -------------------- | ------------------- | --------------------- |

## Participantes

### Información sobre los equipos participantes
| Equipo                 | Localidad        | Estadio                           | Capacidad |
| ---------------------- | ---------------- | --------------------------------- | --------- |
| Atlético Cirbonero     | Cintruénigo      | San Juan                          | 1.000     |
| C. D. Avance Ezcabarte | Arre (Ezcabarte) | Igeldea                           | 1.000     |
| C. D. Azkoyen          | Peralta          | Las Luchas                        | 2.500     |
| Beti Kozkor K. E.      | Lecumberri       | Complejo Plazaola                 | 1.500     |
| C. D. Beti Onak        | Villava          | Lorenzo Goikoa                    | 2.000     |
| U. C. D. Burladés      | Burlada          | Ripagaina                         | 4.000     |
| U. D. C. Chantrea      | Pamplona         | Instalaciones Deportivas Chantrea | 2.500     |
| C. D. Cantolagua       | Sangüesa         | Municipal Cantolagua              | 1.000     |
| C. D. Corellano        | Corella          | Municipal Ombatillo               | 2.500     |
| C. D. Cortes           | Cortes           | San Francisco Javier              | 1.500     |
| C. D. Huarte           | Huarte           | Areta                             | 1.500     |
| C. D. Gares            | Puente la Reina  | Osabidea                          | 1.500     |
| C. D. Murchante        | Murchante        | San Roque                         | 1.000     |
| C. D. Pamplona         | Pamplona         | Beitikuntzea                      | 1.000     |
| C. D. Subiza           | Subiza           | Sotoburu                          | 1.000     |
| C. D. Valle de Egüés   | Valle de Egüés   | Sarriguren                        | 2.000     |

| At. Cirbonero A.Ezcabarte Azkoyen Beti Kozkor Beti Onak Burladés Cantolagua Chantrea Corellano Cortes Gares Huarte Murchante Pamplona Subiza Valle de Egüés |

## Clasificación
| Pos. | Equipo                    | Pts. | PJ | G  | E  | P  | GF | GC | Dif. |                                                                      |
| ---- | ------------------------- | ---- | -- | -- | -- | -- | -- | -- | ---- | -------------------------------------------------------------------- |
| 1    | Atlético Cirbonero (A, C) | 69   | 30 | 20 | 9  | 1  | 50 | 12 | +38  | Ascenso a Segunda División RFEF y Copa del Rey                       |
| 2    | C.D. Subiza               | 64   | 30 | 20 | 4  | 6  | 62 | 24 | +38  | Acceso a Promoción de Ascenso a Segunda División RFEF y Copa del Rey |
| 3    | U.D.C. Chantrea           | 55   | 30 | 16 | 7  | 7  | 47 | 26 | +21  | Play-Offs Ascenso a Segunda División RFEF                            |
| 4    | C.D. Huarte               | 51   | 30 | 14 | 9  | 7  | 58 | 40 | +18  | Play-Offs Ascenso a Segunda División RFEF                            |
| 5    | C.D. Cantolagua           | 50   | 30 | 14 | 8  | 8  | 49 | 33 | +16  | Play-Offs Ascenso a Segunda División RFEF                            |
| 6    | C.D. Cortes               | 48   | 30 | 14 | 6  | 10 | 39 | 24 | +15  |                                                                      |
| 7    | C.D. Beti Onak            | 44   | 30 | 12 | 8  | 10 | 37 | 30 | +7   |                                                                      |
| 8    | C. D. Avance Ezcabarte    | 40   | 30 | 10 | 10 | 10 | 41 | 39 | +2   |                                                                      |
| 9    | C.D. Pamplona             | 38   | 30 | 11 | 5  | 14 | 24 | 30 | −6   |                                                                      |
| 10   | C. D. Azkoyen             | 37   | 30 | 10 | 7  | 13 | 32 | 51 | −19  |                                                                      |
| 11   | C.D. Valle de Egüés       | 37   | 30 | 11 | 4  | 15 | 38 | 49 | −11  |                                                                      |
| 12   | U.C.D. Burladés           | 33   | 30 | 8  | 9  | 13 | 35 | 39 | −4   |                                                                      |
| 13   | C.D. Murchante (D)        | 32   | 30 | 9  | 5  | 16 | 29 | 50 | −21  | Descenso a Primera Autonómica                                        |
| 14   | Beti Kozkor K. E. (D)     | 28   | 30 | 8  | 4  | 18 | 20 | 41 | −21  | Descenso a Primera Autonómica                                        |
| 15   | C.D. Corellano (D)        | 23   | 30 | 6  | 5  | 19 | 27 | 52 | −25  | Descenso a Primera Autonómica                                        |
| 16   | C. D. Garés (D)           | 18   | 30 | 4  | 6  | 20 | 20 | 67 | −47  | Descenso a Primera Autonómica                                        |

Actualizado a los partidos jugados el 1 de mayo de 2022.
 Fuente: Resultados Fútbol

## Tabla de resultados cruzados
| Local \ Visitante      | ATC | AVA | AZK | BEK | BEO | BUR | CAN | CHA | CRE | CRT | GAR | HUA | MUR | PAM | SUB | VAL |
| ---------------------- | --- | --- | --- | --- | --- | --- | --- | --- | --- | --- | --- | --- | --- | --- | --- | --- |
| Atlético Cirbonero     | —   | 4–1 | 0–0 | 0–0 | 1–0 | 2–1 | 2–1 | 2–1 | 2–0 | 1–0 | 6–0 | 2–0 | 1–1 | 3–0 | 0–0 | 2–0 |
| C. D. Avance Ezcabarte | 0–2 | —   | 2–2 | 1–2 | 1–0 | 0–0 | 2–1 | 2–1 | 1–1 | 1–2 | 0–0 | 2–1 | 2–1 | 0–2 | 3–1 | 5–0 |
| C. D. Azkoyen          | 0–3 | 1–1 | —   | 2–0 | 0–0 | 1–0 | 0–0 | 1–4 | 4–0 | 2–1 | 2–2 | 1–1 | 0–1 | 2–0 | 0–1 | 2–0 |
| Beti Kozkor K. E.      | 0–1 | 1–0 | 0–1 | —   | 1–0 | 0–0 | 1–1 | 0–1 | 1–0 | 1–0 | 1–2 | 1–2 | 1–3 | 0–1 | 1–4 | 2–0 |
| C.D. Beti Onak         | 1–1 | 1–1 | 2–0 | 1–0 | —   | 0–1 | 0–1 | 1–0 | 5–3 | 1–1 | 2–1 | 3–0 | 0–1 | 4–0 | 0–0 | 1–0 |
| U.C.D. Burladés        | 3–3 | 1–1 | 3–0 | 0–1 | 1–2 | —   | 1–3 | 2–2 | 1–0 | 0–1 | 5–0 | 2–1 | 2–0 | 1–0 | 1–2 | 1–2 |
| C.D. Cantolagua        | 1–2 | 2–3 | 7–0 | 2–1 | 1–3 | 1–1 | —   | 1–0 | 1–0 | 1–3 | 2–0 | 4–4 | 3–0 | 2–1 | 1–0 | 1–2 |
| U.D.C. Chantrea        | 0–0 | 1–1 | 2–0 | 3–1 | 1–1 | 4–1 | 0–0 | —   | 1–0 | 2–0 | 2–1 | 2–0 | 3–2 | 2–1 | 0–0 | 2–1 |
| C.D. Corellano         | 0–1 | 3–2 | 0–2 | 1–2 | 0–2 | 1–1 | 3–1 | 0–4 | —   | 0–3 | 3–1 | 1–2 | 0–0 | 0–1 | 2–1 | 2–1 |
| C.D. Cortes            | 1–2 | 1–1 | 2–1 | 0–0 | 0–0 | 1–1 | 0–1 | 2–0 | 0–0 | —   | 2–0 | 1–2 | 3–0 | 2–0 | 1–0 | 1–2 |
| C.D. Gares             | 0–3 | 0–2 | 1–2 | 2–0 | 0–1 | 1–1 | 1–4 | 0–1 | 2–1 | 0–4 | —   | 0–3 | 1–1 | 0–2 | 1–0 | 3–3 |
| C.D. Huarte            | 0–0 | 1–1 | 5–2 | 3–0 | 2–2 | 3–0 | 1–1 | 2–1 | 4–4 | 1–0 | 4–0 | —   | 6–2 | 4–2 | 1–2 | 2–0 |
| C.D. Murchante         | 0–1 | 2–1 | 1–3 | 2–1 | 2–1 | 1–2 | 0–2 | 0–2 | 2–1 | 0–1 | 1–0 | 1–1 | —   | 0–1 | 0–3 | 4–2 |
| C.D. Pamplona          | 0–0 | 2–0 | 3–0 | 1–0 | 1–0 | 1–0 | 0–1 | 1–1 | 0–1 | 0–1 | 1–1 | 0–1 | 0–0 | —   | 1–2 | 1–0 |
| C.D. Subiza            | 1–0 | 1–3 | 7–0 | 5–1 | 4–0 | 3–1 | 1–1 | 2–1 | 3–0 | 4–2 | 4–0 | 3–1 | 3–1 | 1–0 | —   | 2–1 |
| C.D. Valle de Egüés    | 0–3 | 2–1 | 2–1 | 2–0 | 5–3 | 2–1 | 1–1 | 1–2 | 1–0 | 0–3 | 4–0 | 0–0 | 3–0 | 1–1 | 0–2 | —   |

### Máximos goleadores
| Pos. | Jugador       | Equipo             | Goles |
| ---- | ------------- | ------------------ | ----- |
| 1º   | Binke Diabaté | Atlético Cirbonero | 14    |
| 2º   | Jon Galbete   | C. D. Huarte       | 14    |
| 3º   | Bicho         | U. D. C. Chantrea  | 14    |
| 4º   | Dani Salas    | C. D. Cortes       | 13    |
| 5º   | Rubén Azcona  | C. D. Subiza       | 12    |

## Play Off de Ascenso a Segunda División RFEF
En caso de empate a la conclusión de los 90 minutos, de conformidad con la disposición quinta de las presentes bases de competición, se disputará una prórroga de dos partes de 15 minutos cada una y, si prosiguiese el empate al término de la misma, se proclamará vencedor al equipo que hubiese obtenido mejor posición en la fase regular.
Equipos clasificados
- 4 equipos

| Pos. | Grupo XV          |
| ---- | ----------------- |
| 2.°  | C. D. Subiza      |
| 3.°  | U. D. C. Chantrea |
| 4.°  | C. D. Huarte      |
| 5.°  | C. D. Cantolagua  |

|  | Semifinales       | Semifinales       |                   |              | Final              | Final              |  |
|  | 7 de mayo de 2022 | 7 de mayo de 2022 |                   |              | 14 de mayo de 2022 | 14 de mayo de 2022 |  |
|  |                   |                   |                   |              |                    |                    |  |
|  |                   |                   |                   |              |                    |                    |  |
|  | C. D. Subiza      | 2                 |                   |              |                    |                    |  |
|  | C. D. Subiza      | 2                 |                   |              |                    |                    |  |
|  | C. D. Cantolagua  | 1                 |                   |              |                    |                    |  |
|  | C. D. Cantolagua  | 1                 |                   | C. D. Subiza | 1                  |                    |  |
|  |                   |                   |                   | C. D. Subiza | 1                  |                    |  |
|  |                   |                   | U. D. C. Chantrea | 2            |                    |                    |  |
|  | U. D. C. Chantrea | 3                 | U. D. C. Chantrea | 2            |                    |                    |  |
|  | U. D. C. Chantrea | 3                 |                   |              |                    |                    |  |
|  | C. D. Huarte      | 1                 |                   |              |                    |                    |  |
|  | C. D. Huarte      | 1                 |                   |              |                    |                    |  |
|  |                   |                   |                   |              |                    |                    |  |

## Clasificado a la Copa del Rey
| Bandera de Navarra | Bandera de Navarra |
| Atlético Cirbonero | C. D. Subiza       |
| 1.° Grupo          | 2.° Grupo          |

Nota: Hay posibilidad de que el subcampeón u otro clasificado posterior se clasifique a la Copa del Rey siempre que no sea un equipo filial.